# Elecciones estatales de Jalisco de 2000
Las Elecciones estatales de Jalisco de 2000 se llevaron a cabo el domingo 12 de noviembre de 2000, y en ellas se renovaron los titulares de los siguientes cargos de elección popular del estado mexicano de Jalisco:
- Gobernador de Jalisco. Titular del Poder Ejecutivo del estado, electo para un periodo de seis años no reelegibles en ningún caso, el candidato electo fue Francisco Javier Ramírez Acuña.
- 124 ayuntamientos. Formados por un Presidente Municipal y regidores, electos para un periodo de tres años, no reelegibles de manera consecutiva.
- 40 diputados del Congreso del Estado. 20 elegidos por mayoría relativa en cada uno de los distritos electorales y 20 electos por el principio de representación proporcional mediante un sistema de listas.

## Resultados electorales

### Gobernador
|  | 45.5 % |

|  | 43.3 % |

|  | 5.2 % |

|  | 1.6 % |

|  | 1.2 % |

|  | 0.3 % |

|  | 0.1 % |

|  | 0.3 % |

|  | 0.2 % |

|  | 0.1 % |

|  | 0.5 % |

|  | 0.01 % |

|  | 1.61 % |

|  | 100.00 % |

### Ayuntamientos
| Partido/Alianza                                                                 | Partido/Alianza                             | Municipios |
| ------------------------------------------------------------------------------- | ------------------------------------------- | ---------- |
|                                                                                 | Partido Acción Nacional                     | 50         |
|                                                                                 | Partido Revolucionario Institucional        | 64         |
|                                                                                 | Partido de la Revolución Democrática        | 6          |
|                                                                                 | Partido del Trabajo                         | 0          |
|                                                                                 | Partido Verde Ecologista de México          | 3          |
|                                                                                 | Convergencia                                | 1          |
|                                                                                 | Partido de la Sociedad Nacionalista         | 0          |
|                                                                                 | Partido Alianza Social                      | 0          |
|                                                                                 | Partido Auténtico de la Revolución Mexicana | 0          |
|                                                                                 | Partido de Centro Democrático               | 0          |
|                                                                                 | Democracia Social                           | 0          |
| Fuente: Instituto Electoral y de Participación Ciudadana del Estado de Jalisco. |                                             |            |

#### Ayuntamiento de Guadalajara
- Fernando Garza Martínez  Hecho

#### Ayuntamiento de Tlaquepaque
- Jose Antonio Alvarez Hernandez  Hecho

#### Ayuntamiento de Zapopan
- Macedonio Támez Guajardo  Hecho

#### Ayuntamiento de Ciudad Guzmán
- Luis Carlos Leguer Retolaza  Hecho

#### Ayuntamiento de Lagos de Moreno
- Francisco Torres Marmolejo  Hecho

#### Ayuntamiento de Tonalá
- Vicente Vargas López  Hecho